# Combined Locks, Wisconsin
Combined Locks là một làng thuộc quận Outagamie, tiểu bang Wisconsin, Hoa Kỳ. Năm 2006, dân số của làng này là 2422 người.